# 유디트 헤르만

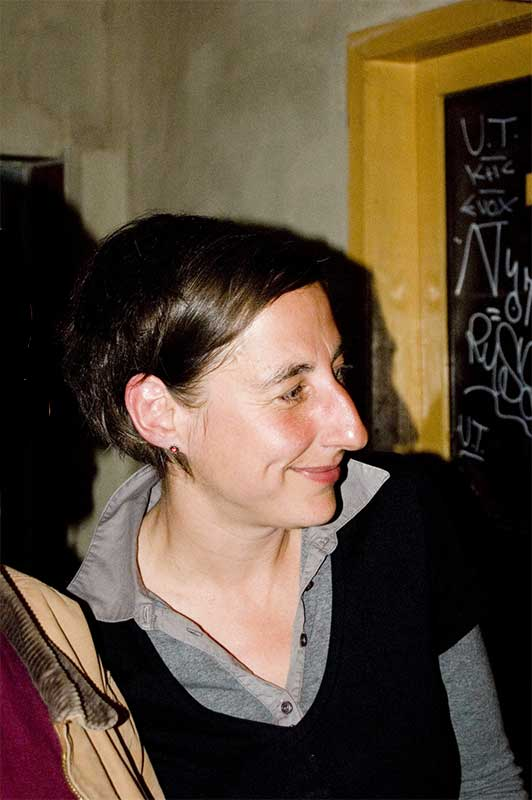
유디트 헤르만 (2007)

유디트 헤르만(독일어: Judith Hermann, 1970년 5월 15일~ )은 독일의 작가로 1970년 5월 15일 서베를린에서 태어났으며 그 후, 대학에서 독문학과 철학 및 연극과 음악등을 공부하였으며, 뉴욕으로 이주해서는 잡지사에 몸을 담기도 했다. 1998년에 《Sommerhaus, später》(여름별장 그 이후)라는 작품을 발표하면서 독일문학계의 신동으로 데뷔하였다. 이후 2003년 두 번째 작품 《Nichts als Gespenster》(단지 유령일 뿐)을 발표. 2007년에 영화화되었다. 1999년 브레멘 문학상, 휴고 발 상을 수상하였으며 2001년에 클라이스트상을 수상하였다.